# Família Harrison

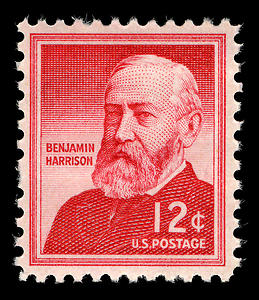
Um selo postal comemorativo de Benjamin Harrison, o 23º presidente dos Estados Unidos. O presidente Benjamin Harrison era o oitavo membro da família a se tornar um político importante no país.

A família Harrison é uma família proeminente dos Estados Unidos. Uma das mais famosas famílias do país, a família Harrison teve numerosos governadores da Virgínia, bem como dois Presidentes dos Estados Unidos: William Henry Harrison e Benjamin Harrison.
A família tem laços mais fortes na política. Seu mais antigo membros são do do século XIII, entre eles Baron Robert II da Holanda, a família também é ligada à James Madison, Thomas Jefferson, George Washington, Ulysses S. Grant e Winston Churchill.
Está entre as primeiras famílias da Virgínia, chegaram à Colônia de Virginia em 1630, quando Benjamin Harrison (o primeiro de muitos a ter esse nome) deixou a Inglaterra e foi para os Estados Unidos.
A família está relacionada com a família Lee, a família Washington e a família Randolph.
O Forte Benjamin Harrison que fica perto de Indianápolis, em Indiana foi nomeado em homenagem ao presidente Benjamin Harrison, que nasceu em Ohio, mas é descendente da família Harrison da Virginia.